# Bandera de las Islas Caimán
La bandera de las Islas Caimán, un territorio británico de ultramar, fue adoptada el 14 de mayo de 1958. 
Esta bandera es una Enseña azul británica, en la que figura la Union Jack en el cantón e incorpora el escudo del archipiélago en la parte más alejada del mástil. La enseña azul es la bandera utilizada con más frecuencia por las dependencias británicas y algunas instituciones británicas de carácter gubernamental. Sin embargo, cuatro países que son antiguas colonias del Reino Unido, a saber, Australia, Nueva Zelanda, Fiyi y Tuvalu, han mantenido el diseño de la enseña azul británica en sus banderas nacionales, siendo las dos últimas una versión azul celeste.
El gobernador británico de las islas cuenta con una bandera propia que, siendo igual que la bandera del Reino Unido, incorpora el escudo de las Islas Caimán en su parte central, rodeado por dos ramas de laurel.

## Otras banderas

Pabellón civil, 1999-presente.
Bandera del Gobernador.

## Banderas históricas

Bandera de las Islas Caimán, 1958-1999.
Pabellón civil, 1958-1999.